# باقرلی (کلبجر)
ایگادزور (به ارمنی: Իգաձոր) یا باقرلی (به لاتین: Bağırlı) یک منطقهٔ مسکونی در جمهوری آرتساخ است که در استان شاهومیان واقع شده‌است.